# 近轮叶木姜子
近轮叶木姜子（学名：Litsea elongata var. subverticillata）为樟科木姜子属下的一个变种。